# A.R. Sahu Khan
Pour les articles homonymes, voir Khan.
Abdul Rahiman Sahu Khan, né vers 1901 et mort à Suva en février 1979, est un homme politique fidjien.

## Biographie
Auxiliaire juridique dans le service public de l'administration coloniale des Fidji, il est membre nommé du Conseil législatif de la colonie durant la législature 1944-1947,. Il est candidat malheureux aux élections législatives de 1963, et rejoint ensuite le jeune Parti de la fédération nationale. Il meurt à l'âge de 78 ans, laissant huit enfants.